# مردم پرو
پرو یک کشور چند قومی است. بنابر آخرین آمار ۳۱ میلیون نفر پرویی در جهان وجود دارد که تمرکز و تجمع آنها با جمعیت ۳۰٬۱۳۵٬۸۷۵ نفر در کشور پرو است. بیشتر مهاجرین پرویی در آمریکا (۵۶۶٬۵۴۱ نفر) و آرژانتین (۱۵۷٬۵۱۴ نفر) زندگی می‌کنند.